# 太宰府市民図書館
太宰府市民図書館（だざいふしみんとしょかん）は、福岡県太宰府市観世音寺一丁目3番1号に位置する公立図書館。

## 開館時間
- 10:00 - 18:00（火・水・木・日曜日）
- 10:00 - 19:00（金・土曜日）※休日除く

## 休館日
- 毎週月曜日（休日の場合は翌平日）
- 毎月最終水曜日（休日と重なった場合は翌平日）
- 年末年始（12月28日 - 1月4日）
- 特別整理期間日（毎年14日間程度）

## 交通
- 西鉄五条駅から徒歩7分
- 西鉄バス・まほろば号の太宰府市役所前バス停から徒歩3分

## 読み聞かせ
毎月第3土曜日、福岡女子短期大学のストーリーテリング部（サークル）が「えいごとにほんごのえほんのおはなしかい」を行っている。
※12月のみ第2土曜日である。